# Cudesch da Schlarigna
Der Cudesch da Schlarigna ist ein erstmals 1765 in Celerina/Schlarigna erschienenes Gesangbuch von Gian Battista Frizzoni, auch bekannt unter dem Namen Il Fritschun. Dieses Werk in Putér bildet einen Höhepunkt des Kirchenliedes in rätoromanischer Sprache.

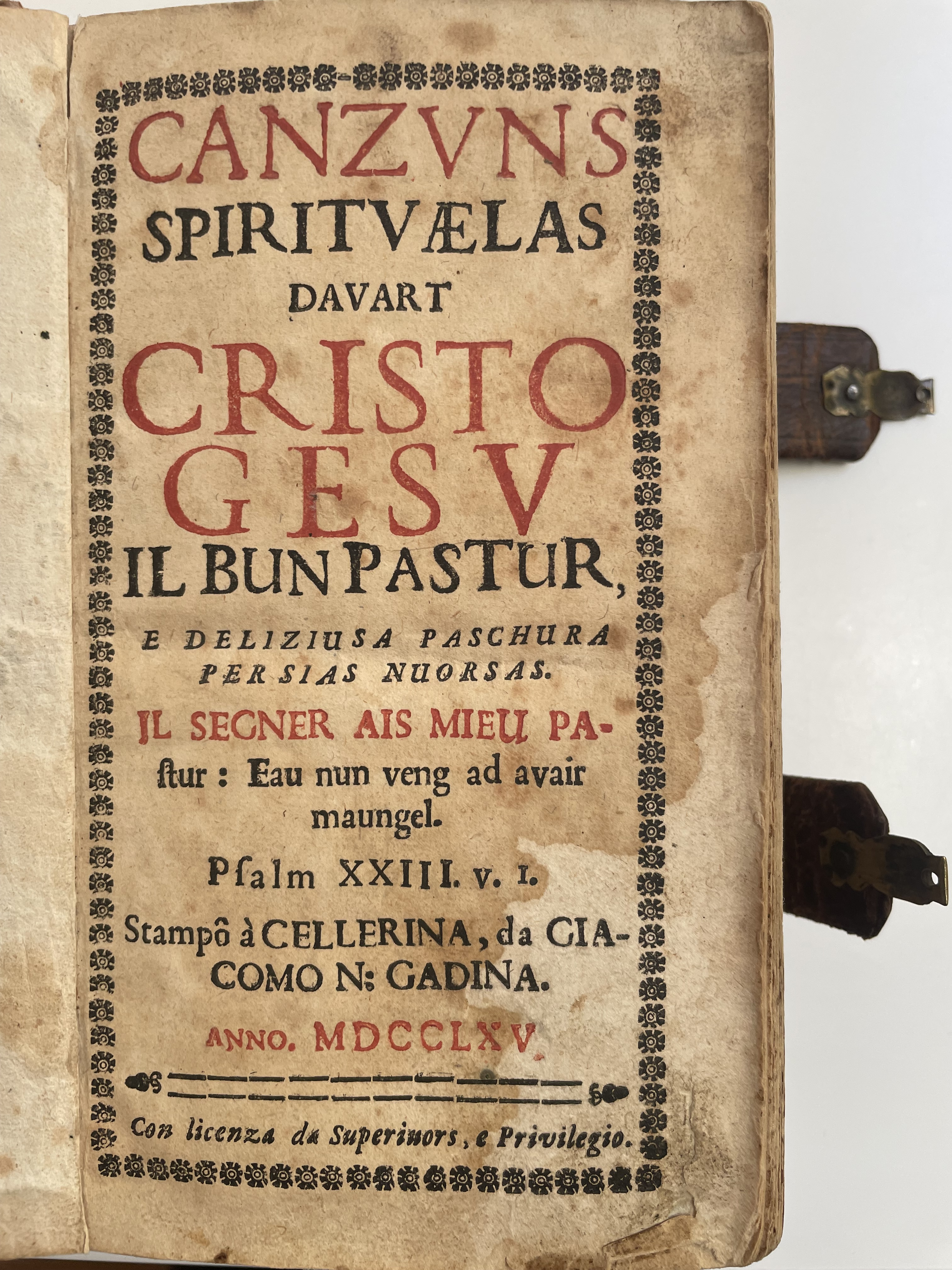
Titelblatt des Cudesch da Schlarigna (1765)

## Kultureller Kontext
Die mit Johannes Martinus’ Philomela (1684) im Engadin einsetzende Bewegung des geistlichen Liedes für die Erbauung im privaten Kreis wurde durch die rasche Verbreitung gedruckter Erbauungsliteratur massgeblich gefördert. Grossen Einfluss hatte dabei auch die neue volkstümliche Singbewegung in der Ostschweiz – namentlich die Wetziker Schule – mit ihrer Vorliebe für den empfindsamen dreistimmigen Figuralgesang, welcher die Goudimelschen vierstimmigen Sätze des Genfer Psalters (z. B. Wietzels Psalms da David) für einige Zeit verdrängte.

## «Canzuns spirituaelas davart Cristo Gesu»

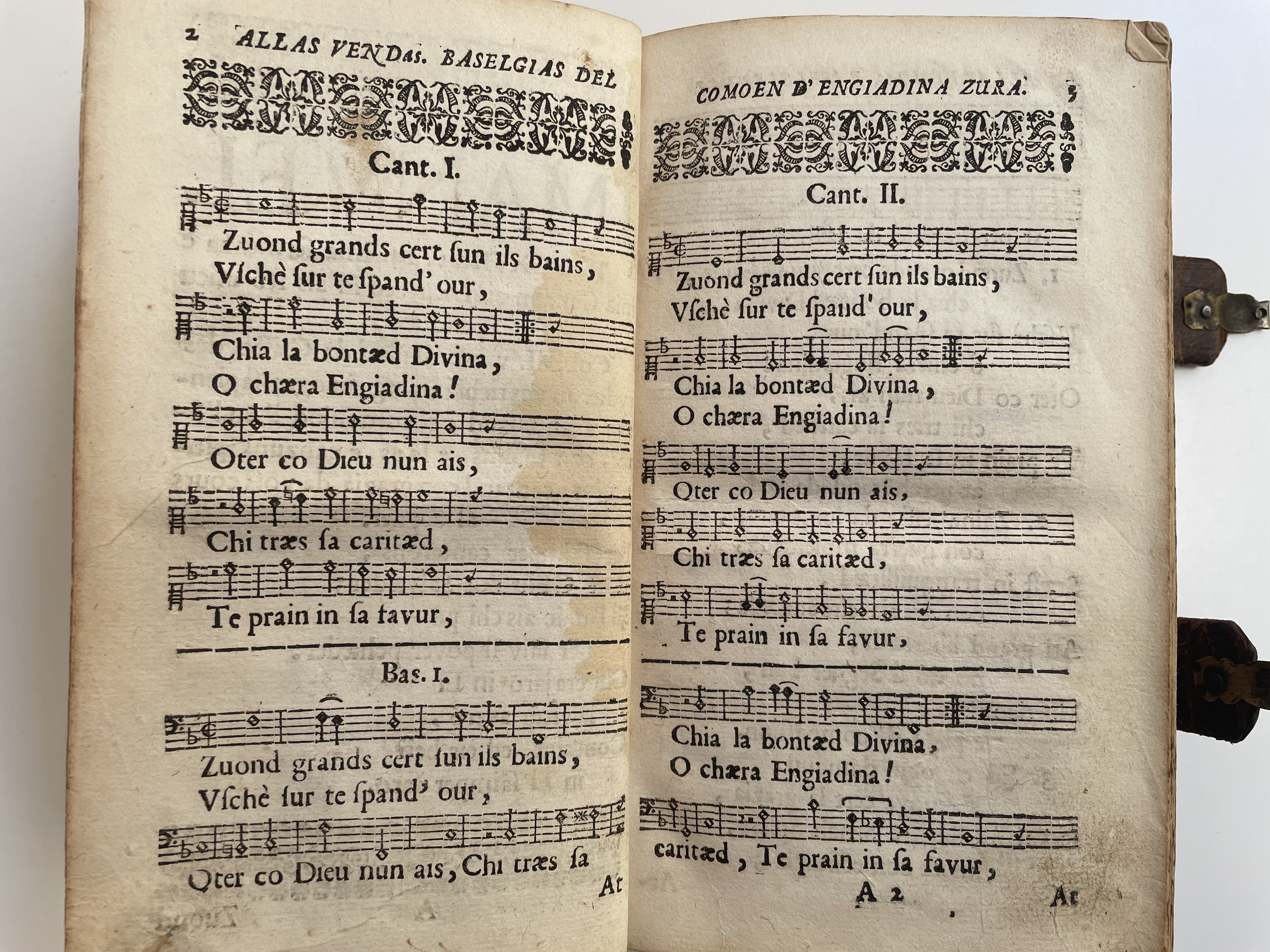
Das Akrostichon der 12 Oberengadiner Gemeinden aus dem Cudesch da Schlarigna (1765)

1765 erschien in Celerina/Schlarigna ein Gesangbuch mit mehrstimmigen geistlichen (pietistischen) Andachtsliedern mit dem Titel Canzuns spirituaelas davart Cristo Gesu il bun pastur, e deliziusa paschura per sias nuorsas (deutsch: «Geistliche Lieder über Christus Jesus, den guten Hirten, und köstliche Weide für seine Schafe»). Dieses Liederbuch ist bis heute als Il cudesch da Schlarigna (cudesch in Deutsch: «Buch») oder Il Fritschun bekannt.
Der musikalische Teil des beinahe 700 Seiten umfassenden Werks enthält im ersten Teil 164 Texte aus dem Neuen Testament mit drei- und vierstimmigen Sätzen. Diese Sätze liess Frizzoni von den vier Musikanten Murezan Perini, Juncker Paolo de Perini, Juncker Duriges a Planta und Jan Chiaber Jan Duri auswählen, durchsehen und korrigieren. Die Reihenfolge der Bücher entspricht der üblichen Einteilung der reformierten Kirchengesangbücher nach Gottesdienst, Kirchenjahr und Sakramenten. Der zweite Teil des Gesangbuches enthält 103 Lieder für die persönliche Andacht zum Thema Jesusliebe, mit neugedichteten Texten von Frizzoni zu zwei- bis vierstimmigen lutherischen Chorälen und vierstimmigen Genfer Psalmen. Das noch vor den ersten Teil gesetzte dreistimmige Lied in der Form eines Akrostichons widmet Frizzoni den «ehrwürdigen Kirchen der (Gerichts-)Gemeinde Oberengadin». In der ersten Strophe heisst es: «Zuond grands cert sun il bains, Chia la bontaed divina, uschè sur te spand’our, O chaera Engiadina» (Übersetzung: «Gross sind die Gaben, die die göttliche Güte über dich ausgebreitet hat, o liebes Engadin»). Der anschliessende Vers aus dem 5. Buch Mose, 33,29 («Heil Dir, Israel! Wer ist dir gleich?») unterstreicht Frizzonis Sicht: Die 12 Oberengadiner Gemeinden sind Volk Gottes.
Das Passionslied bei der Nr. 25 (S. 82–119) ist als Frage- und Antwortlied konzipiert. Eine Einzelstimme (Cantus II) fragt: «Di’m quael’ istoria, ch’uossa ns’vain predgaeda'?» («Sage mir, welche Geschichte wird uns jetzt gepredigt?»). Darauf antwortet die Gemeinde dreistimmig: «Ans vain pregiô…» («Uns wird gepredigt…»). In 27 Fragen und Antworten wird die gesamte Passionsgeschichte besungen und mit Bibelstellen belegt. In weiteren 24 Fragen und Antworten und einem anderen dreistimmigen Satz folgt die Applicaziun, die Anwendung und Auslegung der Passion Jesu für uns Sünder.
Frizzoni liess seine Canzuns spirituaelas davart Cristo Gesu il bun pastur 1768 von Giacomo Nuot Gadina aus Scuol mittels einer Wanderdruckerei im Heustall neben dem Pfarrhaus von Celerina/Schlarigna und unter seiner Aufsicht drucken. 1840 (nach Frizzonis Tod) wurde der Fritschun ein zweites Mal aufgelegt. Im ersten Teil dieser zweiten Ausgabe finden sich neue vierstimmige Sätze aus dem Appenzeller Kantonalgesangbuch (1834) und ein Anhang mit vierstimmigen Varianten zu Liedern des ersten Teiles. Hier finden sich also 100 geistliche Lieder, deren Texte auf Lurainz Wietzel, Johannes Martinus und Frizzoni zurückgehen.
Frizzonis dreistimmige Lieder wurden in den Engadiner Gemeinden bis weit ins 19. Jahrhundert hinein vor und nach den Psalmen (von Wietzel) im Gottesdienst gesungen. In Frizzonis Heimatgemeinde Celerina/Schlarigna sang die Kirchgemeinde bis 1896 aus der zweiten Ausgabe des Fritschun, während andere Dörfer schon die Canzuns religusas (1875) von Otto Guidon eingeführt hatten.

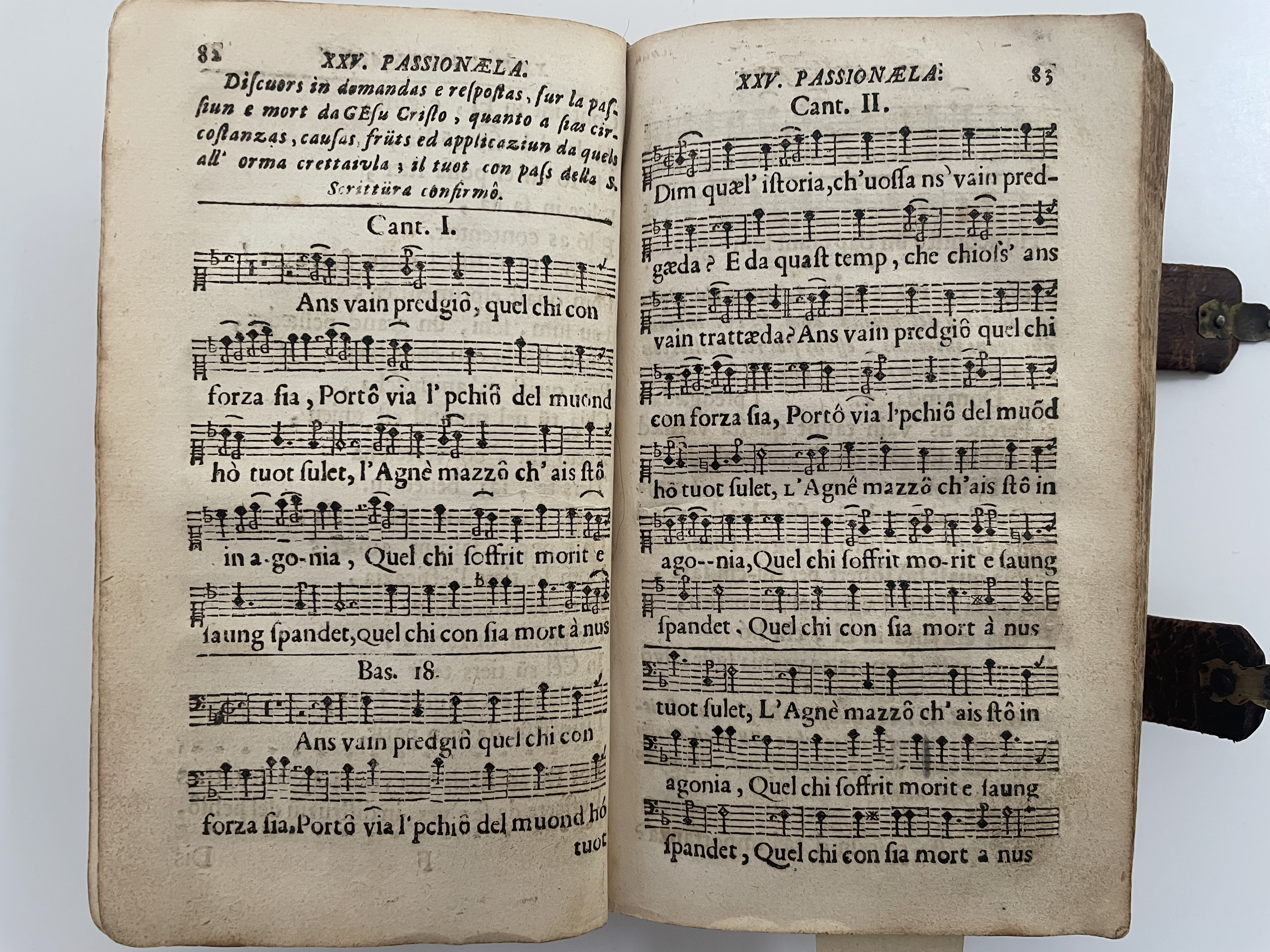
Cudesch da Schlarigna (1765). Passionslied, konzipiert als Frage- und Antwortlied

## Lieder des «Cudesch da Schlarigna» im «Il Coral»
Eine grosse Zahl der im Cudesch da Schlarigna enthaltenen Lieder und Texte finden sich im rätoromanischen Kirchengesangbuch Il Coral (1977) des Engadins und des Münstertals wieder.
- Nr. 045: Gesu char, tü cler sulain. Melodie: Johann Caspar Bachofen, Musicalisches Halleluja, 3. Auflage 1743, S. 826.
- Nr. 070: Tuots umauns, be sül Salveder. Melodie: Johannes Schmidlin. Singendes und spielendes Vergnügen, 1752, S. 330.
- Nr. 101: Ingrazchamaint, lod ed onur, chantains a te, nos Redentur. Melodie: unbekannt
- Nr. 106: Vögliast pe ta grazcha, Segner. Melodie: Johannes Schmidlin. Singendes und spielendes Vergnügen, 1752, S. 368.
- Nr. 117: O paun d’la vita, Gesu cher. Melodie: unbekannt
- Nr. 122: O Segner, benedescha quist pêr cò copulo. Melodie: Johannes Schmidlin. Singendes und spielendes Vergnügen, 2. Auflage 1758, S. 210.
- Nr. 138: O figlia da Sion, fo festa. Melodie: unbekannt
- Nr. 139: L’iffaunt naschieu’ns es e’l figl do. Melodie: Johannes Schmidlin. Singendes und spielendes Vergnügen, 1752, S. 158.
- Nr. 153: Il pü bel nom amabel. Melodie: Johann Caspar Bachofen. Musicalisches Halleluja, Zürich 1727, S. 66.
- Nr. 156: Orm’in Golgota pür vo. Melodie: Johannes Schmidlin. Singendes und spielendes Vergnügen, 1752, S. 52.
- Nr. 157: O cho plain d’saung e plejas. Melodie: Hans Leo Haßler
- Nr. 160: Muond, guarda tieu Spendreder. Melodie: Melodie: unbekannt
- Nr. 168: Nos Segner Christ es resüsto. Melodie: Johann Crüger, auf der Basis des Surrexit Christus hodie aus dem 14. Jahrhundert.
- Nr. 170: Mort’es la mart, la vita viva. Melodie: Johann Caspar Bachofen. Musicalisches Halleluja, 2. Auflage 1739, S. 536.
- Nr. 171: Sü, cristiauns, pür s’allegrè. Melodie: Johannes Schmidlin. Musicalisch-Wochentliche Vergnügungen, 1758, S. 3.
- Nr. 185: Scu spiert da la vita. Melodie: Johannes Schmidlin. Singendes und spielendes Vergnügen, 2. Auflage 1758, S. 282.

## Lied «L’iffaunt naschieu’ns»
Eines der vielleicht schönsten und beliebtesten Lieder aus dem Fritschun ist das Weihnachtslied L’iffaunt naschieu’ns (deutsch: «Es ist ein Kindlein uns geboren»). Der Originaltext findet sich im Cudesch da Schlarigna (1765) unter dem Titel «Nataliza» (Weihnächtliches). Fritschun bedient sich dabei eines 3-stimmigen Satzes aus Johannes Schmidlins Singendes und spielendes Vergnügen (Zürich, 1752). Schmidlin hatte diesen Satz für ein Osterlied unter dem Titel Freude über die Auferstehung Jesu geschrieben. Frizzoni dichtete einen neuen Text für den Gebrauch als Weihnachtslied. In der 2. Auflage des Cudesch da Schlarigna von 1840 erscheint das Lied unverändert nochmals. Das romanische Kirchengesangbuch Chanzuns religiusas (1875/1902) von Otto Guidon lässt dieses Lied weg. Der Coral von 1922 nimmt das Lied wieder auf, mit einem 4-stimmigen Satz von Otto Barblan. Im Coral von 1977 erscheint das Lied als Nr. 139 wieder mit dem ursprünglichen 3-stimmigen Satz von Schmidlin.
L’iffaunt naschieu’ns fand auch Eingang als Lied Nr. 6 im Gesangbuch der katholischen Gemeinde Zuoz (ca. 1960) und in der surselvischen Fassung im «Alleluja» des katholischen Bündner Oberlands (1982, S. 120). Willi Gohl hat das Lied in seinem «Singkreis» (Zürich, 1972) als 2-stimmigen Satz (mit deutscher Übersetzung von Gion Gaudenz) aufgenommen. Ebenso wurde das Lied beim «Singen im Advent» von Radio DRS (Bern, 1995) verwendet. Der 2-stimmige Gohl-Satz findet sich auch im romanischen Schulbuch Mia Chanzun (Chur, 1998, S. 83). Unter dem Begriff Chanter suot las fnestras (deutsch: «Singen unter den Fenstern») singt in Celerina/Schlarigna ein Chor ad hoc jeweils am Heiligabend nach dem Gottesdienst 3-stimmige Sätze aus dem Cudesch da Schlarigna, darunter auch das Weihnachtslied L’iffaunt naschieu’ns.